# Флаг Югорска
Флаг муниципального образования «Город Юго́рск» Ханты-Мансийского автономного округа — Югры Российской Федерации.
Утверждён 28 мая 2004 года и внесён в Государственный геральдический регистр Российской Федерации с присвоением регистрационного номера 1592.

## Описание флага
Представляет собой прямоугольное полотнище с отношением ширины к длине 2:3, разделённое на две равные части — синюю (у древка) и зелёную — пятью узкими наклонными от древка и „переломленными“ посередине полосами белой, синей, белой, зелёной и белой. Ширина каждой узкой полосы равна 1/54 длины полотнища. Расстояние от древка до ближайшей узкой полосы вдоль нижнего края полотнища равна 1/6 длины полотнища.

## Символика флага
Разработан на основании герба города Югорска.
Город Югорск основан в 1962 году в связи со строительством железной дороги Ивдель — Обь, организацией лесозаготовок и геологоразведочными работами. Становление и развитие города связано с расположенным здесь предприятием «Тюментрансгаз». В настоящее время Югорск находится на пересечении нескольких газовых магистралей, что находит отражение в полосах белого цвета.
Синий цвет (лазурь) символизирует возвышенные устремления, мышление, искренность, добродетель.
Белый цвет (серебро) символизирует благородство, чистоту, веру, мир.
Зелёный цвет символизирует весну, радость, надежду, природу, здоровье, а также показывает богатую и разную фауну.